# Taira Maeda
Taira Maeda (japanisch 前田 泰良 Maeda Taira; * 27. Juli 2000 in der Präfektur Ibaraki) ist ein japanischer Fußballspieler.

## Karriere
Taira Maeda erlernte das Fußballspielen in der Jugendmannschaft des Erstligisten Kashima Antlers sowie in der Universitätsmannschaft der Tōyō-Universität. Von Anfang September 2022 bis Saisonende wurde er von der Universität an den SC Sagamihara ausgeliehen. Der Verein aus Sagamihara, einer Stadt in der Präfektur Kanagawa, spielte in der dritten japanischen Liga. Sein Drittligadebüt gab Taira Maeda am 3. September 2022 (23. Spieltag) im Heimspiel gegen Gainare Tottori. Beim 2:2-Unentschieden wurde er in der 85. Minute für Takayuki Funayama eingewechselt. Nach der Ausleihe wurde er am 1. Februar 2023 fest vom SC Sagamihara unter Vertrag genommen.